# St-Ferréol (Touille)
St-Ferréol ist die römisch-katholische Pfarrkirche von Touille im Département Haute-Garonne in Frankreich. Die Fassade der Kirche ist seit 1926 als Monument historique klassifiziert. Sie wurde aus der Ruine der Zisterzienserabtei Bonnefont nach Touille transloziert.

## Geschichte
Die Pfarrkirche St-Ferréol wurde im Stil der Neoromanik zwischen 1865 und 1876 errichtet. Für den Neubau wurde durch die Gläubigen Touilles am 25. April 1865 die westliche Fassade der Ruine der Abteikirche Bonnefont aufgekauft und in 88 Wagenlieferungen überführt. Neu angeordnete Elemente der romanischen Fassade aus dem 12. Jahrhundert zeigen im Neubau eine Gliederung von zwei mit Maßwerken gefüllten Rundfenstern, drei hohen Rundbogenfenstern sowie einem großen Rundbogenportal, dessen Tympanon jedoch nicht mehr vorhanden ist. In der südwestlichen Ecke wurde der Fassade ein Glockenturm angefügt. Die Uhr im Turm wurde 1886 installiert.